# Internierungs- und Flüchtlingslager Camp du Moulin du Lot
Das Internierungs- und Flüchtlingslager Camp du Moulin du Lot nördlich von Sainte-Livrade-sur-Lot entstand als eines von 5 Lagern, die ab Ende 1939 geschaffen wurden, um die für den Bau des Entwicklungsprojekt zur Poudrerie nationale de Sainte-Livrade-sur-Lot benötigten Zwangsarbeiter unterzubringen. Nach dem Scheitern des Poudrerie-Projekts in der Folge des Waffenstillstands von Compiègne (1940) wurde das Camp du Moulin immer wieder zur vorübergehenden oder längerfristigen Unterbringung von Menschen benutzt, bevor es sich allmählich zu einem Stadtteil von Sainte-Livrade entwickelte.

## Die Nutzung des Camps im Zweiten Weltkrieg und in der unmittelbaren Nachkriegszeit
Das Camp du Moulin befand sich zwischen dem südlichen Rand des Poudrerie-Geländes und dem eigentlichen Stadtgebiet von Saint-Livrade. (Lage) Geplant als Internierungslager für in der Folge des Spanischen Bürgerkriegs nach Frankreich geflohene spanische Zwangsarbeiter der Pulverfabrik, kamen nach der Einstellung von deren Bau andere Pläne für das Lager zum Zuge.
In einem Bericht des für das Lager verantwortlichen Architekten des Departements vom 7. Juli 1940 ist die Rede von dessen künftiger Nutzung als Flüchtlingsunterkunft (hébergement de réfugies) und der Möglichkeit, hier 2000 Personen unterbringen zu können. Das Lager bestünde aus 32 Baracken von 60,57 Meter Länge und einer Breite von 7,15 Meter, die jeweils zu acht einen Block (îlot) bilden würden. Dazu gehörten vier Baracken als Speiseräume (réfectoires).  Einen dieser Beschreibung entsprechenden Plan zeigt die CAFI auf ihrer Webseite.
In der Nacht vom 15. auf den 16. Dezember 1940 traf in Villeneuve-sur-Lot ein Zug aus Mülhausen ein. Mit dem „Zug der Vertriebenen“ („train d'expulsés“) kamen mehr als 1100 Menschen in das Département Lot-et-Garonne, die aus dem von den Deutschen besetzten Elsaß-Lothringen in die freie Zone umgesiedelt wurden. 224 von ihnen wurden im „CAMP DE STE-LIVRADE“ untergebracht.
Am 27. Dezember 1940 unterrichtete „Le Directeur du Camp“ den Präfekten über die Situation im Camp du Moulin du Lot, in dem sich nun 88 Männer, 97 Frauen, 4 Kinder bis drei Jahre und 39 Kinder zwischen vier und dreizehn Jahren aufhielten. Deren Versorgung sei nach wie vor schwierig, da die Lieferanten vorgaben, aus Mangel an Benzin nicht liefern zu können. Der medizinische Dienst werde ehrenamtlich von einem Arzt aus der Poudrerie übernommen, aber es gäbe weder Waschbecken noch Toiletten.
Wie lange und wie viele Flüchtlinge das Camp du Moulin beherbergte, ist nicht überliefert. Hinweise auf seine weitere Nutzung liegen erst wieder für das Jahr 1943 vor. Im Mai dieses Jahres kam eine Gruppe junger Männer in das Camp du Moulin. Es handelte sich um 65 Schüler einer Luftwaffenschule, die der Bewegung Jeunesse et montagne angehörten. Ihre Vorgesetzten hätten sie ins Camp du Moulin geschickt, um sie vor dem Pflichtarbeitsdienst in Deutschland, dem Service du travail obligatoire (STO), zu bewahren. Im Camp seien sie in ein Bataillon der passiven Verteidigung integriert worden, aber schon im Juli sei die Gefahr, doch nach Deutschland verschleppt zu werden, so groß geworden, dass ein Teil der Jugendlichen das Lager verlassen und sich der Résistance angeschlossen habe. Die Zurückgebliebenen hätten allerdings unbehelligt im Lager bleiben können.
Seit 1943 waren aus gesundheitlichen Gründen auch Kolonialsoldaten, Annamiten, Tunesier und Senegalesen, für einige Monate in Casseneuil und im Camp du Moulin einquartiert. In einer „Note d'Information“, einem Hintergrundsbericht über die Aktionen des Maquis in Sainte-Livrade vom 18. August 1944, heißt es über diese Kolonialsoldaten („indigènes“), dass die meisten von ihnen zum Maquis übergelaufen seien. 600 weitere wurden nach Agen verlegt, und nur die nicht transportfähigen Kranken blieben im Lager. Dorthin seien auch Gruppen des Maquis zurückgekehrt und hätten Material mitgenommen und sogar Gegenstände und Ersparnisse, der „indigènes“.
Nach der Befreiung der Region wurden die Poudrerie-Camps zur Internierung von Kriegsgefangenen genutzt, bevor von 1945 bis 1947 in den Lagern Camp d'Astor (Bias), Camp du Moulin und La Glaudoune (Casseneuil) ein Ausbildungszentrum der Luftwaffe eingerichtet wurde. Es habe sich um jeweils etwa 100 Menschen je Lager gehandelt, die auf Plätze in Flugschulen warteten und derweil innerhalb von sechs Monaten als Buchhalter oder Sekretärinnen ausgebildet wurden. Ihre Lebensbedingungen seien, wie in jedem Militärlager, spartanisch gewesen. Diese Phase der Camps endete 1947 und sein in Sainte-Livrade als wirtschaftlicher Verlust empfunden worden.

## Rückführungslager für indochinesische Arbeiter
So, wie die spanischen Bürgerkriegsflüchtlinge zum Bau der Poudrerie zwangsverpflichtet wurden, so griff der französische Staat auch anderweitig auf menschliche Ressourcen zurück, um den Mangel an Arbeitskräften auszugleichen, der durch Mobilisierung der eigenen Männer für das Militär entstanden war. Durch ein Requisitions-Gesetz von 1938 hatte sich die Kolonialmacht Frankreich das Recht verschafft, in Französisch-Indochina Männer im erwerbs- oder kampffähigen Alter für den Arbeitseinsatz im französischen Mutterland zu requirieren.
Die Rückführung dieser Männer direkt nach dem Ende des Zweiten Weltkriegs war aufgrund der noch unterbundenen Seewege nicht möglich und begann erst 1950. Zum Teil gegen den Widerstand der örtlichen Bevölkerung – verstärkt auch durch einen Beschluss des Gemeinderats von Saint-Livrade, der sich am 15. April 1948 gegen die Unterbringung von Indochinesen im Camp du Moulin aussprach – wurden im April 1948 Arbeiter aus verschiedenen Fremdarbeiter-Kompanien ins Camp du Moulin und ins Camp d'Astor (Bias) verlegt. In einem offiziellen behördeninternen Rundschreiben vom 3. Juli 1948 werden als Bestandszahlen genannt
- Camp du Moulin: 850 Männer
- Camp d'Astor: 975 Männer, nachdem demselben Bericht zufolge im April 1948 940 Männer nach Bias gekommen waren, und zwar:
- 110 aus Mont-de-Marsan
- 390 aus Bordeaux
- 440 aus Bergerac.

Ob die Herkunft der Internierten im Camp du Moulin ähnlich war, ist nicht bekannt
Nach der CAFI war die Politisierung der Internierten sehr hoch, und die Indochinesen seien weitgehend von Gruppen der französischen extremen Linken infiltriert gewesen. Wegen ihrer Sympathien für Ho Chi Minh und der von ihm forcierten vietnamesischen Unabhängigkeitsbestrebungen galten sie als gefährlich und sollten als Erste abgeschoben werden. Es habe aber auch Repressionen gegenüber denen gegeben, die diese Politik nicht unterstützen wollten oder sich weigerten der Confédération générale du travail beizutreten. Andererseits gab es auch staatliche Repressalien gegen jene, die sich offen für die vietnamesische Unabhängigkeit einsetzten. So wurden in der Nacht vom 14. auf den 15. Juli 1948 81 protestierende vietnamesische Arbeiter verhaftet. 39 von ihnen stammten aus dem Lager Bias und 42 aus dem Camp du Moulin. Auf einer Protestveranstaltung am 27. Juli 1948 in Villeneuve-sur-Lot wurden diese Verhaftungen als Methoden verurteilt, die an die des Vichy-Regimes erinnerten.
Laut CAFI befanden sich im Juli 1949 im Lager Bias nur noch 508 Männer; Vergleichszahlen für das Camp du Moulin liegen nicht vor. Erst Ende 1952, mitten im Indochinakrieg, sei die Rückführung der Indochinesen in ihre Herkunftsländer abgeschlossen worden.

## Das Aufnahmezentrum für Rückkehrer aus Indochina
Auf einer weiteren CAFI-Webseite, die ausschließlich der Entwicklung seit Mitte der 1950er Jahre gewidmet ist, heißt es, dass das Camp du Moulin und das Camp d'Astor in Bias nach der Rückführung der indochinesischen Fremdarbeiter leer gestanden hätten. Dies änderte sich nach Frankreichs Niederlage im Indochinakrieg. In deren Folge mussten Tausende von Franzosen aus Indochina nach Frankreich umgesiedelt werden, wo ihnen in Centres d’Accueil des Rapatriés d’Indochine (CARI, Aufnahmezentren für Rückkehrer aus Indochina) die Möglichkeit gegeben werden sollte sich an das Leben in Frankreich einzugewöhnen und sich beruflich zu integrieren.

„Die Familien der Indochina-Franzosen, die sich dafür entschieden hatten, französisch zu bleiben, wurden ins Mutterland zurückgeführt. Sie sind die ersten Bevölkerungsgruppen aus den französischen Entkolonialisierungskriegen, die in den beschlagnahmten Lagern untergebracht werden. Diese Repatriierten, die zwischen 1955 und 1965 auf dem Gebiet des Mutterlandes ankamen, waren Franzosen unterschiedlicher Herkunft. Für diese Tausenden von Menschen war die "Rückkehr" nach Frankreich eher eine echte Ausbürgerung, die mit einer tiefen klimatischen, kulturellen und sozialen Abkehr verbunden war. Ab dem Frühjahr 1956 kamen Familien von Beamten oder Soldaten mit einem hohen Anteil an Frauen und vor allem Kindern an, insgesamt fast 2500 Personen, die sich auf das Zentrum in Sainte-Livrade-sur-Lot (das CARI) und seine Außenstelle in Bias verteilten.“

Neben den Lagern in Sainte-Livrade und Bias war bereits 1955 in Noyant-d’Allier in leerstehenden Gebäuden auf dem Gelände eines ehemaligen Bergwerks ein Lager entstanden. Mehr als 400 Familien (zwischen drei- und viertausend Personen) kamen nacheinander dort unter Nach Sainte-Livrade kamen etwa 1200 Erwachsene und 700 Kinder, die Frauen meistens Witwen französischer Soldaten zusammen mit ihren Kindern. Doch für sie waren die Lager kein sicherer Hafen: Am 20. Mai 1958 lässt das im französischen Außenministerium angesiedelte Bureau des Rapatries d'Indochine den Inspecteur des Centres d'Hébergement du Sud-Ouest in Sainte-Livrade wissen, dass auf die Unterbringung in den Lagern kein Rechtsanspruch besteht. Wer bleiben darf, und wer nicht, das bestimmt die Verwaltung „auf der Grundlage von Kriterien, die sie nach eigenem Ermessen beurteilt. Sie ist durchaus berechtigt, Personen, die sich dort schlecht benehmen oder Unruhe stiften, die sich weigern, die notwendigen Anstrengungen zu unternehmen, um aus eigenen Mitteln zu leben, oder bei denen sich im Nachhinein herausstellt, dass sie über ausreichende Mittel verfügen, um ohne staatliche Hilfe leben zu können, aus den Zentren zu werfen.“
Trotz dieser rigiden Methoden im Umgang mit den Geflüchteten wurde für nicht wenige von ihnen die vorläufige Unterbringung im Camp du Moulin zu einer dauerhaften Angelegenheit. 1962 wurden die Indochina-Flüchtlinge aus Bias ins Camp du Moulin verlegt, weil Bias zur Unterbringung weiterer Flüchtlinge aus einer ehemaligen Kolonie gebraucht wurde: Harkis, die im Algerienkrieg für Frankreich gekämpft hatten. Aus dem CARI, dem „Aufnahmezentrum für Rückkehrer aus Indochina“, wurde in den 1960er Jahren die CAFI, die „Cité d'Accueil des Français d'Indochine“ (Empfangsstadt für Franzosen aus Indochina). Die Lage der Bewohner blieb prekär, die Aufsicht über das Lager wechselte mehrfach zwischen verschiedenen Ministerien. Es gab Pläne zur Renovierung des Lagers, und 1978 werden vier Baracken abgerissen um Platz für eine städtische Siedlung zu schaffen. 1982 wurde das Lagergelände der Stadt Sainte-Livrade übertragen.  Eine Sanierung des gesamten Geländes und auch der Gebäude unterblieb lange Zeit, was 2004 zu Protestaktionen der Bewohner führte. Doch erst ab 2008 wurden in mehreren Etappen die Baracken durch neue Sozialwohnungen ersetzt.
Seit 2012 befindet sich das nordwestliche Viertel des Lagers, auf dem vier noch erhaltenen Baracken stehen, unter Denkmalschutz.

## Erinnern und Gedenken
Am 18. September 2019 wurde in Sainte-Livrade die L'association MEMOIRE DE LA POUDRERIE ET DU LIVRADAIS gegründet, mit dem Ziel, zeitgeschichtliche Stätten, Denkmäler und Dokumente in Sainte-Livrade zu schützen – insbesondere das Projekt Poudrerie Nationale (1939–1947).
Auf YouTube stehen mehrere von der CAFI eingestellte Videos in französischer Sprache zur Verfügung, die sich vorrangig mit den Rückkehrern aus Indochina ab Mitte der 1950er Jahre befassen. Zwei der Videos sind ohne Sprache und geben aufgrund der gezeigten Bilder gute Einblicke in die verbliebenen Überreste der Poudrerie und des Camp du Moulin bis hin zu seiner heutigen Nutzung als Wohngebiet:
- CAFI: Sur les traces de la poudrerie
- Parcours au Cafi en 2018
- Die Webseite Que reste-t-il du C.A.F.I. ?… Le C.A.F.I. est détruit, mais nos souvenirs perdurent… [18] informiert nicht nur sehr materialreich über die Geschichte des CAFI (inklusive Kopien amtlicher Dokumente), sondern zeugt auch von der aktiven Erinnerungskultur ehemaliger Bewohner der Cité d'Accueil des Français d'Indochine und deren Nachkommen.